# مدجيات
المُدَّجِيَّات أو المُشَّقِيَّات أو ثعابين البحر الشوكية الأعماقيّة (الاسم العلمي: Notacanthidae)، فصيلة أسماك بحرية توجد في جميع بحار العالم تحت 125 م (410 قدم)، وبعمق 3500 م (11500 قدم). أقدم ثعبان شوكي معروف هو Pronotacanthus sahelalmae، من السانتوني لما يعرف الآن بلبنان.